# Zalod
Zalod è una suddivisione dell'India, classificata come municipality, di 25.090 abitanti, situata nel distretto di Dahod, nello stato federato del Gujarat. In base al numero di abitanti la città rientra nella classe III (da 20.000 a 49.999 persone).

## Società

### Evoluzione demografica
Al censimento del 2001 la popolazione di Zalod assommava a 25.090 persone, delle quali 12.683 maschi e 12.407 femmine. I bambini di età inferiore o uguale ai sei anni assommavano a 3.993, dei quali 2.117 maschi e 1.876 femmine. Infine, coloro che erano in grado di saper almeno leggere e scrivere erano 15.195, dei quali 8.552 maschi e 6.643 femmine.